# Sus ahoenobarbus
Sus ahoenobarbus é uma espécie de mamífero da família Suidae. Endêmica das Filipinas, onde pode ser encontrada nas ilhas de Balabac, Palawan e Calamian (Busuanga, Coron, Culion e Calauit). Considerada como uma subespécie do Sus barbatus, foi elevada a categoria de espécie distinta.